# Funicular de Sant Joan

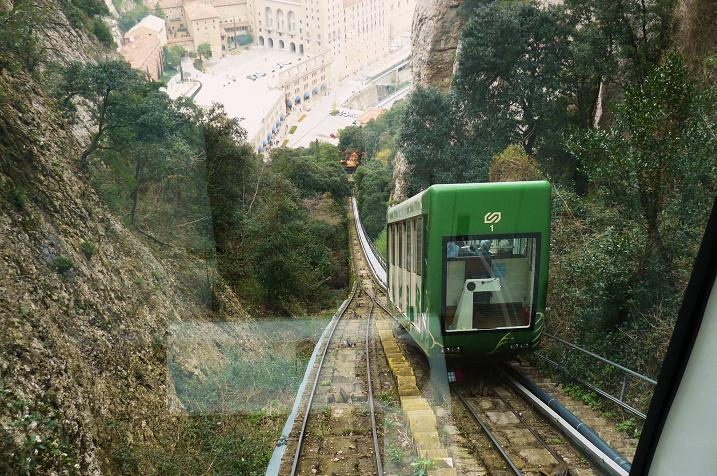
Funicular de Sant Joan w Montserrat (w dole klasztor)

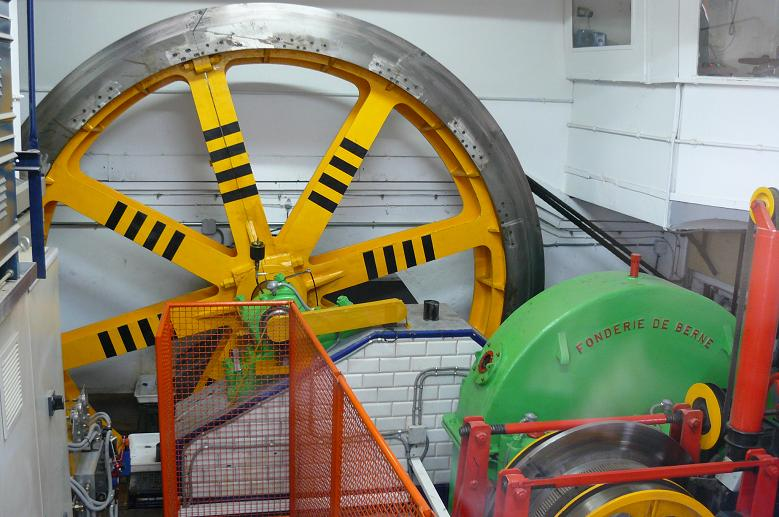
Funicular de Sant Joan w Montserrat - maszynownia (górna stacja)

Funicular de Sant Joan – kolej linowo-terenowa w Katalonii w Hiszpanii, łącząca klasztor w Montserrat z rejonem grot pustelników i punktem widokowym. Znajduje się w górach Montserrat na obrzeżach aglomeracji Barcelony.

## Historia
Kolej  została zbudowana w 1918 przez Ferrocarrils de Muntanya a Grans Pendents (FMGP). Wyposażenie pochodzi od firmy Von Roll. Ta sama kompania wybudowała także drugą montserracką kolej linowo-terenową – Funicular de la Santa Cova. Od 1986 funkcjonuje w ramach FGC (Ferrocarrils de la Generalitat de Catalunya). W 1926 wymieniono pierwsze wagony na nowe – pojemniejsze. Kolejna wymiana nastąpiła w 1997, kiedy to wprowadzono wagony panoramiczne. 

## Dane techniczne
- długość linii – 503m
- przewyższenie – 248m
- górna stacja na wysokości – 970 m n.p.m.
- dolna stacja na wysokości – 722 m n.p.m.
- prędkość jazdy – 1,5 m/s
- pojemność każdego z 2 wagonów – 48 osób
- rozstaw szyn – 1000 mm
- średnica kabla jezdnego – 38 mm

## Okolica i zespół zabytków kolejnictwa
Górna stacja i jej okolice stanowią bardzo rozległy punkt widokowy. Znajduje się tutaj także restauracja. Atrakcyjnym szlakiem pieszym dotrzeć można do opuszczonych grot pustelników i w wyższe partie masywu Montserrat. Szynowa kolej linowa jest częścią zespołu zabytków techniki kolejowej w Montserrat wraz z:
- koleją zębatą – Cremallera de Montserrat (ze stacji Monistrol de Montserrat)
- koleją linową Montserrat Aeri – prowadzącą ze stacji kolejowej (linia z Barcelony) do klasztoru
- koleją linowo-terenową – Funicular de la Santa Cova – prowadzącym do groty, w której znaleziono figurę Matki Boskiej.